# Immanuel-Kant-Gymnasium (Hamburg)
Das Immanuel-Kant-Gymnasium (IKG) ist ein staatliches Gymnasium im Hamburger Stadtteil Marmstorf, im Süden des Bezirks Harburg. Das 1970 gegründete Gymnasium ist eine Europaschule mit bilingualen Angebot in englischer Sprache.

## Geschichte
Das Gymnasium Sinstorf wurde 1970 gegründet. 1975 wurde der Neubau bezogen. 1982 richteten Abiturienten erstmals die „Ackerfete“ im Appelbütteler Tal aus, die sich seitdem zur „größten nicht-kommerziellen Abiparty Norddeutschlands“ entwickelte. Die Umbenennung nach Immanuel Kant erfolgte in der ersten Hälfte der 1990er Jahre.
Der Gesamtstandort des Gymnasiums wurde von 2008 bis 2010 vollständig saniert, gleichzeitig wurde eine Pausen-Mehrzweckhalle neugebaut. Die Gesamtkosten für dieses Baumaßnahmen lagen bei knapp 7 Mio. EUR. Im Zuge dieser Sanierung wurden auch die Außenanlagen neu gestaltet, unter anderem entstand ein Fußball-Minispielfeld.
Im Zuge der Flüchtlingskrise in Deutschland 2015/2016 kam eine größere Zahl von Schülern ohne ausreichende Deutschkenntnisse nach Hamburg. Im November 2015 wurden daher auch am Immanuel-Kant-Gymnasium „Internationalen Vorbereitungsklassen“ für die Jahrgangsstufen 9/10 eingerichtet.

## Lage und Architektur

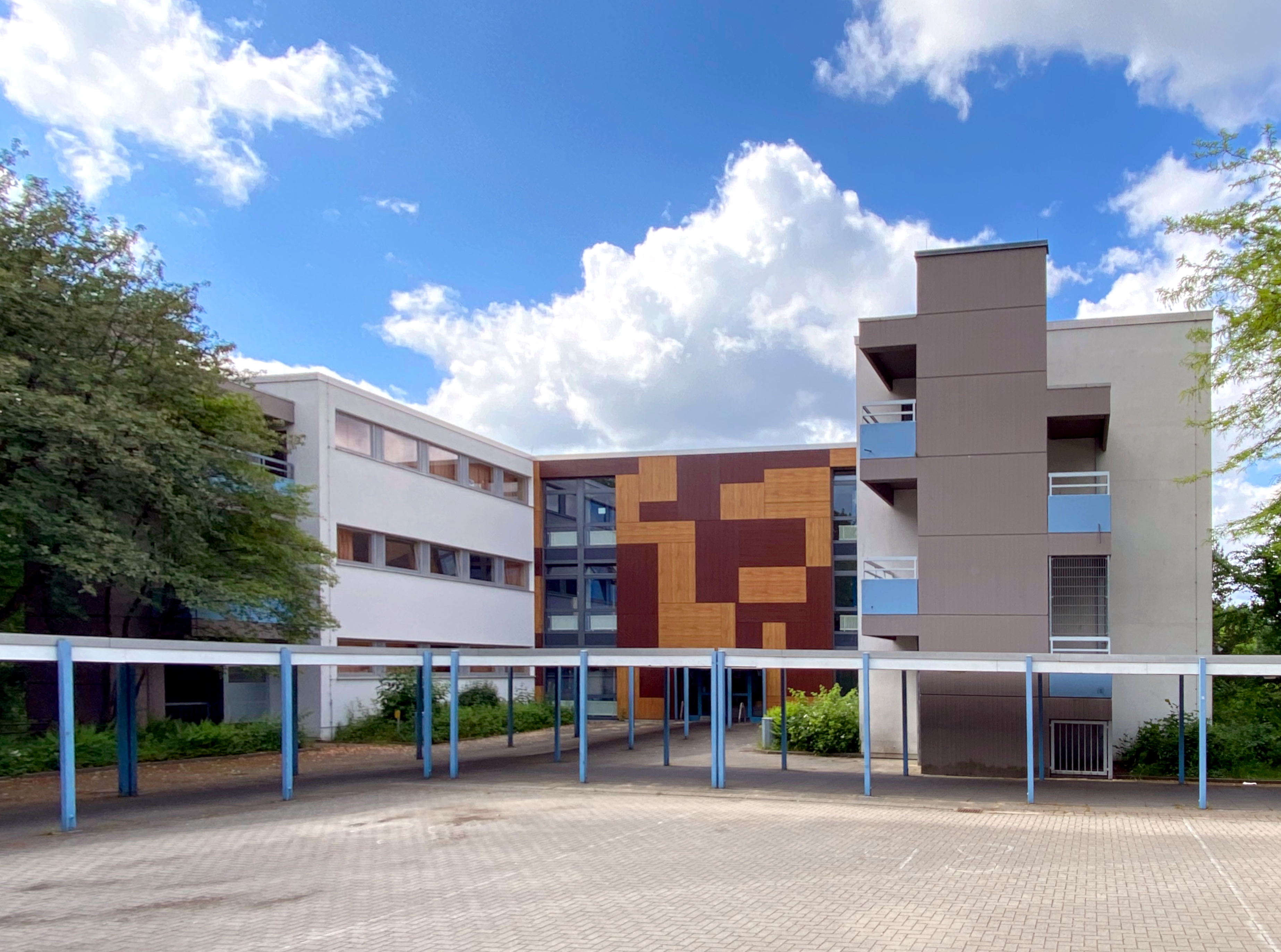
Südeingang zum Doppel-H-Gebäude, davor Laubengang zum Fachgebäude (links)

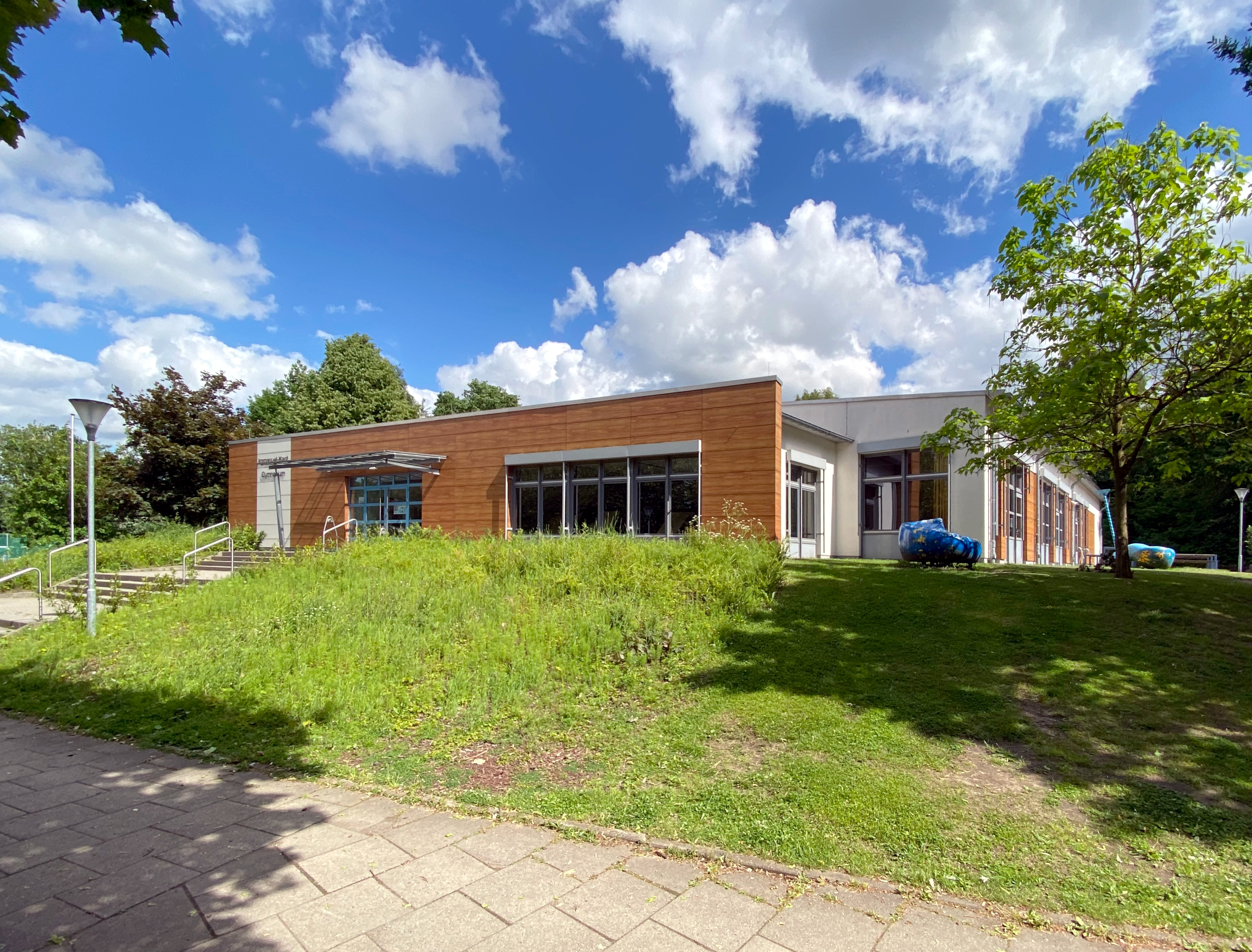
Multifunktionshalle

Das etwa 25.000 m² große Schulgelände befindet sich im Süden des Stadtteils Marmstorf, nahe der Grenze zum Stadtteil Sinstorf. Das Gymnasium wird von der Stichstraße Am Pavillon erschlossen, die vom Sinstorfer Weg abzweigt. Unmittelbarer südlicher Nachbar des Gymnasiums ist eine weitere Schule mit der Anschrift Sinstorfer Weg 40, die 1965 als Schule Sinstorf eingeweiht wurde. Bis 2020 wurde das benachbarte Schulgelände als Standort der Lessing-Stadtteilschule genutzt, seitdem von der Grundschule Sinstorfer Weg.
Die ursprüngliche Bebauung des Gymnasiums wurde 1975 nach Plänen des Hamburger Hochbauamtes errichtet, dazu gehören das Hauptgebäude, das Fachraumgebäude und eine Dreifeldhalle. Das Hauptgebäude ist ein Serienschulbau vom Typ 68, nach dem Grundriss auch „Doppel-H“ genannt. Dieser Serienbau wurde vom Ende der 1960er bis Mitte der 1970er Jahre in den damaligen Rand- und Erweiterungsgebieten Hamburgs etwa 50-mal errichtet. Die dreistöckigen Gebäude bestehen aus industriell vorgefertigten Sandwich-Elementen, die an der Baustelle zusammengesetzt wurden. Die Fassaden waren normalerweise mit Waschbeton verkleidet. Beim Gymnasium Sinstorf setzte man stattdessen Sichtbeton ein.
Die 2010 fertiggestellte Multifunktionshalle nimmt eine Pausenmehrzweckhalle und die Cafeteria zur Ganztagsbetreuung auf. Durch die energetische Sanierung aller Bestandsgebäude konnten auch die Fassaden neu gestaltet werden, die nun in den Farbtönen Weiß und Anthrazit mit kontrastierenden Fassadenplatten in Holzoptik gestaltet sind.

## Schulprofil
Das Immanuel-Kant-Gymnasium hatte im Schuljahr 2017/18 gut 600 Schüler. Das Einzugsgebiet ist im Wesentlichen der östliche Teil des Bezirks Harburg, insbesondere Marmstorf, Sinstorf, Langenbek und Eißendorf. Bei der Erhebung des Sozialindex für Hamburger Schulen 2011 wurde für das Gymnasium Meiendorf auf einer Skala von 1 (nachteilige Voraussetzungen der Schülerschaft, höchster Förderbedarf) bis 6 (beste Voraussetzungen, kein Förderbedarf) ein Sozialindex von 5 errechnet. Im Schuljahr 2016/17 hatten knapp 35 % der IKG-Schüler einen Migrationshintergrund, etwas weniger als im Durchschnitt aller Hamburger Gymnasien.
Das bilinguale Angebot des Gymnasiums besteht aus verstärkten Englischunterricht in den Jahrgangsstufen 5 und 6. Bilingualen Fachunterricht auf Englisch gibt es in Geographie (ab Jahrgangsstufe 7) und wahlweise außerdem in Geschichte (ab Jahrgangsstufe 8, im Wahlpflichtunterricht). Ein bilinguales Oberstufenprofil mit dem Leitfach Geographie wird seit dem Schuljahr 2010/11 angeboten.
Als Europaschule bietet das Immanuel-Kant-Gymnasium für verschiedene Jahrgangsstufen Austauschprogramme an, unter anderem mit:
- Colegi Sagrada Família Sant Andreu in Barcelona, zehntägiger Aufenthalt für die Jahrgangsstufe 9):
- St. Kilian’s German School, Dublin, dreiwöchiger Aufenthalt mit Betriebspraktikum, Unterbringung in Gastfamilien
- Thomas-Mann-Gymnasium Prag, zweiwöchiger Aufenthalt für die Jahrgangsstufe 11, Unterbringung in Gastfamilien

Neben dem sprachlichen Schwerpunkt gibt es einen naturwissenschaftlichen Fokus. Neben dem Unterricht in Biologie, Physik, Chemie und Informatik gibt es naturwissenschaftlich orientierte Wahlpflichtangebote in der Mittelstufe sowie verschiedene Arbeitsgemeinschaften. Das Gymnasium arbeitet mit der TU Hamburg zusammen und wurde 2016 als MINT-freundliche Schule ausgezeichnet.

## Bekannte Ehemalige
- Jan Koltze (* 1963), Politiker (SPD)
- Sören Schumacher (* 1976), Politiker (SPD), Abitur 1995 am IKG
- Pamela Großer (* 1977), Schauspielerin und Moderatorin